# Elefthernabrug
De Elefthernabrug is een oud-Griekse kraaggewelf boogbrug nabij het Kretenzische dorpje Eleftherna, Griekenland.
Het goed bewaarde bouwwerk heeft een enkele overspanning van 3,95 meter, wat relatief lang is voor een kraaggewelf. De opening is uitgesneden uit de niet gemetselde kalkstenen in de vorm van een gelijkbenige driehoek, met een hoogte van 1,84 meter. De totale lengte van de brug meet 9,35 meter. Haar breedte varieert van 5,05 tot 5,2 meter. De hoogte van de brug ligt tussen de 4 en de 4,2 meter.
De brug, die overigens nog steeds in gebruik is, werd als eerste beschreven door de Brit Thomas Abel Brimage Spratt in zijn journaal Travels and Researches in Crete, nadat hij de plaats had bezocht in 1853. Ten tijde daarvan stond er honderd meter verderop nog een soortgelijke brug, maar die is voor 1893 verwoest.
Terwijl er een algemene overeenstemming is, dat de bruggen uit de periode voor Romeins Griekenland komen, een preciezere datering blijft uit door het gebrek aan goede vondsten.  Volgens Athanasios Nakassis werd de brug ergens tijdens het hellenisme gebouwd,  terwijl Vittorio Galliazzo het bouwwerk preciezer dateert: tussen het einde van de 4e en het begin van de 3e eeuw v.Chr.